# Красов, Лев Андреевич
Лев Андреевич Красов — советский хозяйственный, государственный и политический деятель, доктор технических наук, профессор.

## Биография
Член КПСС.
С 1950 года — на хозяйственной, общественной и политической работе. В 1950—2018 гг. — на инженерных должностях в Красноярском крае, заместитель главного технолога завода № 472 Красноярского совнархоза, главный технолог, директор Красноярского завода бытовых приборов, профессор кафедры индустриальной экономики и охраны труда Красноярского государственного университета.
Избирался депутатом Верховного Совета РСФСР 9-го созыва.
Умер в Красноярске в 2018 году.

## Сочинения
- Красов, Лев Андреевич. Основы технологии важнейших отраслей промышленности : учебное пособие / Л. А. Красов; [рец.: А. И. Борзов, М. Е. Царегородцев, В. Г. Смаль]. — Красноярск : Издательство Красноярского университета, 1982. [Ч. 1]. — 164 с. : рис. ; 21 см. — 1000 экз.